# Massacro di Auletta
Il massacro di Auletta, avvenuto il 30 luglio 1861, fu una strage compiuta dal Regio Esercito ai danni della popolazione civile di Auletta, centro abitato della provincia di Salerno.

## Storia
Il 28 luglio 1861, una nutrita colonna di legittimisti fedeli ai Borbone di Napoli, che si stava concentrando da giorni in località bosco Lontrano, entrò in Auletta, accolta festosamente dalla popolazione civile lealista, mentre i pochi liberali presenti fuggirono a Pertosa e Caggiano, chiedendo l'intervento di truppe armate. Similmente a quanto sarebbe avvenuto a Camerota nel luglio 1862 (vedi voce Giuseppe Tardio), dal palazzo del comune vennero rimossi e distrutti i ritratti di Vittorio Emanuele II e Garibaldi e vi fu innalzata la bandiera del Regno delle Due Sicilie. Contemporaneamente, nella locale chiesa di San Nicola di Mira viene celebrato un Te Deum a favore dei deposti sovrani, e le campane della chiesa vennero fatte suonare a distesa per invitare i cittadini alla rivolta.
I militari italiani, acquartierati nella vicina Pertosa, intervennero su Auletta con alcune decine di soldati della Guardia Nazionale Italiana e dei Reali Carabinieri, i quali vennero però respinti a fucilate. Resisi conto dell'importanza della rivolta, i vertici del VI comando decisero di stroncare sul nascere la ribellione ed inviarono un contingente di bersaglieri affiancati da una compagnia della Legione ungherese.
Il piccolo centro venne espugnato il mattino del 30 luglio. Tra le 45 vittime accertate vi fu il parroco Giuseppe Pucciarelli, mentre secondo altre fonti i morti «sembra fossero 130». I luoghi di culto furono saccheggiati e duecento cittadini vennero arrestati e tradotti nel carcere di Salerno con l'accusa di rivolta e di cospirazione.